# Burgos (Ilocos Norte)
Pour les articles homonymes, voir Burgos (homonymie).
Burgos est une municipalité de la province d’Ilocos Norte, aux Philippines.